# Craig Duncanson
Pour les articles homonymes, voir Duncanson.
Craig Duncanson (né le 17 mars 1967 à Sudbury, dans la province de l'Ontario au Canada) est un joueur professionnel retraité de hockey sur glace ayant évolué à la position d'ailier gauche.

## Carrière
Réclamé au tout premier tour par les Kings de Los Angeles lors du repêchage de 1985 de la Ligue nationale de hockey alors qu'il évolue pour les Wolves de Sudbury de la Ligue de hockey de l'Ontario (LHO), Duncanson retourne à la LHO pour deux saisons supplémentaires avant de devenir joueur professionnel en 1987.
Au cours des trois saisons suivantes, il ne joue que sporadiquement avec les Kings, disputant la majeure partie de ses rencontres avec le club affilié aux Kings dans la Ligue américaine de hockey, les Nighthawks de New Haven. Impliqué dans une transaction à trois équipes à l'été 1990 qui envoie le gardien des North Stars du Minnesota Daniel Berthiaume aux Kings, Duncanson se retrouve avec les Jets de Winnipeg où il dispute sept rencontres avec eux avant d'être cédé à leur club-école, les Hawks de Moncton. Avant la fin de cette saison, l'ailier passe aux mains des Capitals de Washington et rejoint immédiatement leur filiale, les Skipjacks de Baltimore.
Devenu agent libre à l'été 1992, il accepte un contrat avec les Rangers de New York pour qui il dispute ses trois dernières parties en carrières dans la LNH. Envoyé aux Rangers de Binghamton de la LAH après ces trois rencontres, il reste avec Binghamton pour trois saisons avant de se joindre aux Solar Bears d'Orlando de la Ligue internationale de hockey.
Il partage par la suite la saison 1996-1997 entre deux autres clubs de la LIH, soit les Komets de Fort Wayne et les Cyclones de Cincinnati avant d'annoncer son retrait de la compétition.

## Statistiques
| Saison     | Équipe                  | Ligue      |    | Saison régulière | Saison régulière | Saison régulière | Saison régulière | Saison régulière |   | Séries éliminatoires | Séries éliminatoires | Séries éliminatoires | Séries éliminatoires | Séries éliminatoires |
| Saison     | Équipe                  | Ligue      | PJ | B                | A                | Pts              | Pun              | PJ               | B | A                    | Pts                  | Pun                  |                      |                      |
| 1983-1984  | Wolves de Sudbury       | LHO        | 62 | 38               | 38               | 76               | 178              |                  |   |                      |                      |                      |                      |                      |
| 1984-1985  | Wolves de Sudbury       | LHO        | 53 | 35               | 28               | 63               | 129              |                  |   |                      |                      |                      |                      |                      |
| 1985-1986  | Wolves de Sudbury       | LHO        | 21 | 12               | 17               | 29               | 55               |                  |   |                      |                      |                      |                      |                      |
| 1985-1986  | Royals de Cornwall      | LHO        | 40 | 31               | 50               | 81               | 135              | 6                | 4 | 7                    | 11                   | 2                    |                      |                      |
| 1985-1986  | Kings de Los Angeles    | LNH        | 2  | 0                | 1                | 1                | 0                |                  |   |                      |                      |                      |                      |                      |
| 1985-1986  | Nighthawks de New Haven | LAH        | 2  | 0                | 0                | 0                | 5                |                  |   |                      |                      |                      |                      |                      |
| 1986-1987  | Royals de Cornwall      | LHO        | 52 | 22               | 45               | 67               | 88               | 5                | 4 | 3                    | 7                    | 20                   |                      |                      |
| 1986-1987  | Kings de Los Angeles    | LNH        | 2  | 0                | 0                | 0                | 24               |                  |   |                      |                      |                      |                      |                      |
| 1987-1988  | Kings de Los Angeles    | LNH        | 9  | 0                | 0                | 0                | 12               |                  |   |                      |                      |                      |                      |                      |
| 1987-1988  | Nighthawks de New Haven | LAH        | 57 | 15               | 25               | 40               | 170              |                  |   |                      |                      |                      |                      |                      |
| 1988-1989  | Kings de Los Angeles    | LNH        | 5  | 0                | 0                | 0                | 0                |                  |   |                      |                      |                      |                      |                      |
| 1988-1989  | Nighthawks de New Haven | LAH        | 69 | 25               | 39               | 64               | 200              | 17               | 4 | 8                    | 12                   | 60                   |                      |                      |
| 1989-1990  | Kings de Los Angeles    | LNH        | 10 | 3                | 2                | 5                | 9                |                  |   |                      |                      |                      |                      |                      |
| 1989-1990  | Nighthawks de New Haven | LAH        | 51 | 17               | 30               | 47               | 152              |                  |   |                      |                      |                      |                      |                      |
| 1990-1991  | Jets de Winnipeg        | LNH        | 7  | 2                | 0                | 2                | 16               |                  |   |                      |                      |                      |                      |                      |
| 1990-1991  | Hawks de Moncton        | LAH        | 58 | 16               | 34               | 50               | 107              | 9                | 3 | 11                   | 14                   | 31                   |                      |                      |
| 1991-1992  | Skipjacks de Baltimore  | LAH        | 46 | 20               | 26               | 46               | 98               |                  |   |                      |                      |                      |                      |                      |
| 1991-1992  | Hawks de Moncton        | LAH        | 19 | 12               | 9                | 21               | 6                | 11               | 6 | 4                    | 10                   | 10                   |                      |                      |
| 1992-1993  | Rangers de New York     | LNH        | 3  | 0                | 1                | 1                | 0                |                  |   |                      |                      |                      |                      |                      |
| 1992-1993  | Rangers de Binghamton   | LAH        | 69 | 35               | 59               | 94               | 126              | 14               | 7 | 5                    | 12                   | 9                    |                      |                      |
| 1993-1994  | Rangers de Binghamton   | LAH        | 70 | 25               | 44               | 69               | 83               |                  |   |                      |                      |                      |                      |                      |
| 1994-1995  | Rangers de Binghamton   | LAH        | 62 | 21               | 43               | 64               | 105              | 11               | 4 | 4                    | 8                    | 16                   |                      |                      |
| 1995-1996  | Solar Bears d'Orlando   | LIH        | 79 | 19               | 24               | 43               | 123              | 22               | 3 | 10                   | 13                   | 16                   |                      |                      |
| 1996-1997  | Komets de Fort Wayne    | LIH        | 61 | 14               | 24               | 38               | 64               |                  |   |                      |                      |                      |                      |                      |
| 1996-1997  | Cyclones de Cincinnati  | LIH        | 21 | 3                | 11               | 14               | 19               | 3                | 1 | 1                    | 2                    | 0                    |                      |                      |
| Totaux LNH | Totaux LNH              | Totaux LNH | 38 | 5                | 4                | 9                | 61               |                  |   |                      |                      |                      |                      |                      |

## Transactions en carrière
- Repêchage 1985 : réclamé par les Kings de Los Angeles (1er choix de l'équipe, 9e au total).
- 6 septembre 1990 : échangé par les Kings aux North Stars du Minnesota en retour de Daniel Berthiaume.
- 6 septembre 1990 : échangé par les North Stars aux Jets de Winnipeg en retour de Brian Hunt.
- 21 mai 1991 : échangé par les Jets avec Brent Hughes et Simon Wheeldon aux Capitals de Washington en retour de Bob Joyce, Tyler Larter et Kent Paynter.
- 4 septembre 1992 : signe à titre d'agent libre avec les Rangers de New York